# George Wyllie
George Ralston Wyllie MBE (31 de dezembro de 1921 - 15 de maio de 2012) foi um artista escocês. Wyllie produziu várias obras públicas notáveis, como a Straw Locomotive e o The Paper Boat.

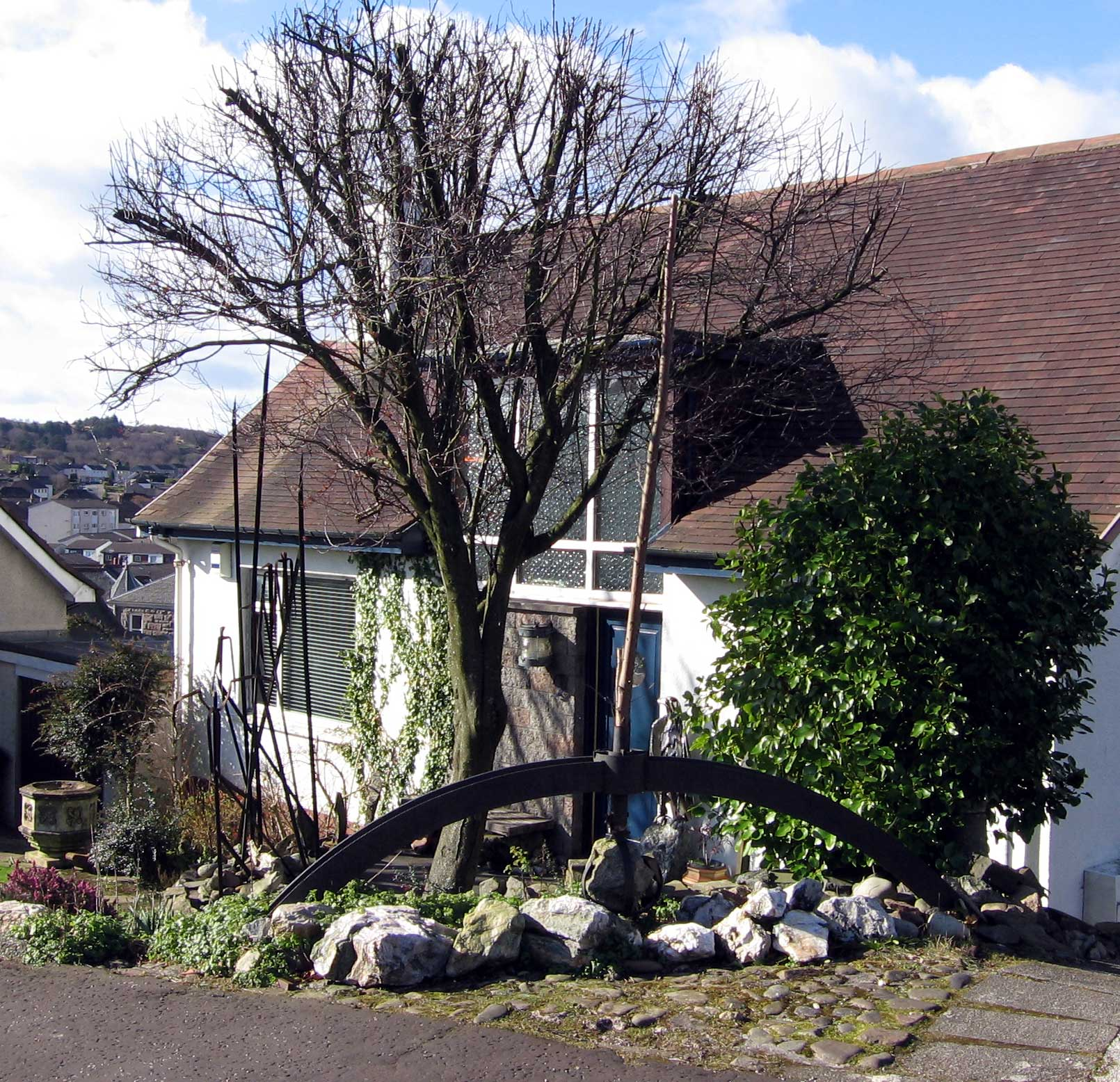
Esculturas no jardim de George Wyllie

## Biografia
George Wyllie nasceu em Shettleston [en], na região leste de Glasgow, e cresceu em Craigton [en], no sudoeste da cidade. Estudou na Bellahouston Academy [en] e na Allan Glen's School [en]. Mais tarde, residiu em Gourock. Antes de se dedicar à arte, trabalhou como agente alfandegário. Ele se descreveu como um “escultor”.
A Straw Locomotive de Wyllie era uma escultura de uma locomotiva a vapor em tamanho real, feita de palha, suspensa no guindaste Finnieston, às margens do rio Clyde em Glasgow. A obra foi construída nas antigas oficinas de locomotivas em Springburn, exibida por vários meses em 1987, e depois retornada ao local de origem para ser cerimonialmente queimada. O The Paper Boat, com 24 metros de comprimento, foi exibido no The Tramway em Glasgow e em outros locais, incluindo o rio Hudson em Nova Iorque, onde carregava citações de A Teoria dos Sentimentos Morais de Adam Smith.
A Slap and Tickle Machine de Wyllie faz parte do acervo do People's Palace [en] em Glasgow. Além disso, palmeiras de aço inoxidável acionadas por corda e uma arquibancada escultórica estão no café da Galeria de Arte e Museu Kelvingrove em Glasgow.
Na década de 1970, Wyllie foi contratado para criar esculturas de inspiração francesa, incluindo uma do General Charles de Gaulle, uma da Torre Eiffel e rostos franceses estilizados com bigode e boina (usados como cabides) para o primeiro bar de vinhos de Glasgow, "La Bonne Auberge", localizado no porão do extinto Beacons Hotel, na 7 Park Terrace.
No ano seguinte, Wyllie contribuiu com uma águia dourada feita de para-choques de carros antigos para a parede do Harvey's Diner (que precisou de seis homens para ser instalada) e duas palmeiras de aço inoxidável para o Harvey's Cocktail Bar, na 8 Park Terrace. Um gramofone com um megafone de fibra de vidro superdimensionado também foi colocado no bar do Harvey's, mas agora está em exibição, junto com a Tour d'Eiffel, no La Bonne Auberge, localizado no Holiday Inn, no distrito teatral de Glasgow.
Uma das criações mais famosas de Wyllie, Charlie Parker & His Band, esteve em exibição no Charlie Parker's Bar, na Royal Exchange Square, nas décadas de 1970 e 1980. O conjunto foi colocado à venda e deveria ter sido exibido em um museu de jazz.
Outras obras notáveis incluem o Clyde Clock (representando um relógio com pernas correndo), situado fora da estação de ônibus Buchanan [en], e o Monument to Maternity (representando um alfinete de fralda gigante), no local do antigo Hospital Maternidade de Rottenrow [en]. Suas obras estão em coleções como o Museu do Transporte de Glasgow, o Conselho do Condado de Cheshire, a Catedral de Glasgow [en], a St. John's Kirk em Perth, o Hospital St. Mary's em Lanark, a Mitchell Limited em Greenock, além de outras coleções públicas e privadas no Reino Unido, Estados Unidos e Suécia.
Wyllie foi candidato a deputado pela partido da Unidade dos Cidadãos Idosos Escoceses [en] na região Oeste da Escócia nas eleições parlamentares escocesas de 2007.
Wyllie foi presidente da Sociedade de Artistas Escoceses [en] e instituiu um prêmio para "uma obra imaginativa" em sua exposição anual.
Em 2005, Wyllie foi agraciado com a MBE na Lista de Honras de Ano Novo.

## Obras selecionadas

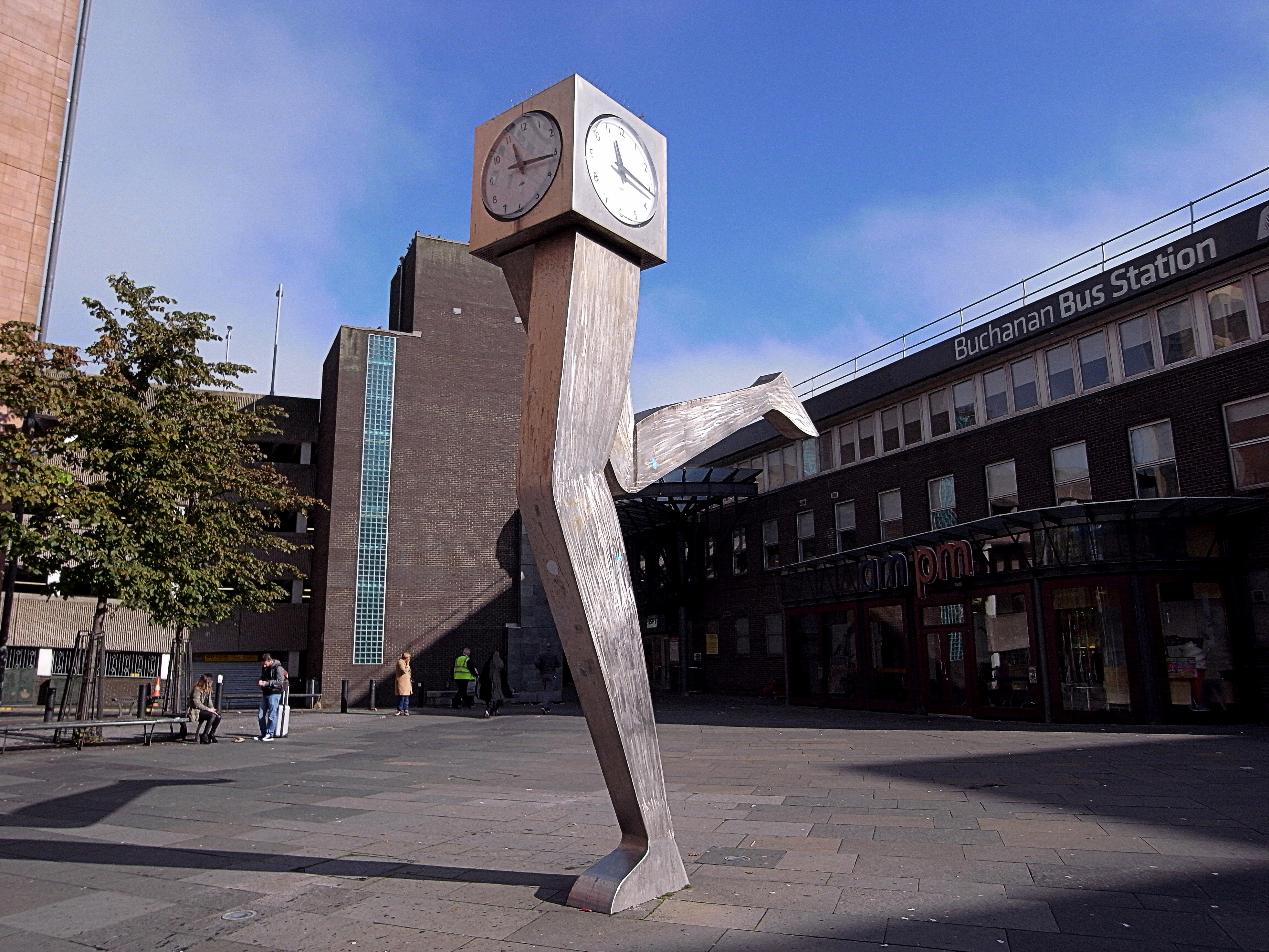
Glasgow. Clyde Clock (1999-2000). rua Killermont.

- The Paper Boat[10]
- Straw Locomotive[11]
- The World is Small
- The Happy Compass
- Clyde Clock
- Slap and Tickle Machine
- Monument to Maternity[12]
- New Broom[13]
- Life Cycle[14]
- Berlin Bird[15]

## Publicações e filmes
- The Cosmic Voyage
- A Day Down a Goldmine
- The Whys?man - In Pursuit of the Question Mark - por Murray Grigor & George Wyllie: Festival de Cinema de São Francisco
- Some Serious, Some Not, Some Not Even That (Collected Poems & Illustrations 1979-2010), Media Matters, 2012.